# Landraad van Uri
De Landraad van Uri (Duits: Landrat), is het kantonsparlement het kanton Uri. De Landraad heeft wetgevende bevoegdheden en bestaat uit 64 leden die via algemeen kiesrecht worden gekozen voor de duur van vier jaar. De laatste verkiezingen vonden op 11 maart 2012 plaats.

## Samenstelling Landraad 2000 - heden
De samenstelling van de Landraad na de verkiezingen van 2000, 2004, 2008 en 2012 ziet er als volgt uit:
| Partij | Zetels 2000 | % 2000 | Zetels 2004 | Zetels 2008 | Zetels 2012 |
| ------ | ----------- | ------ | ----------- | ----------- | ----------- |
| CVP    | 29          | 41,8%  | 29          | 24          | 23          |
| SVP    | 4           | 8,9%   | 9           | 18          | 15          |
| FDP    | 21          | 25,7%  | 15          | 12          | 15          |
| SP/GB  | 10          | 22,1%  | 10          | 10          | 11          |
| Totaal | 64          | 100%   | 64          | 64          | 64          |